# Juscelinomys
Juscelinomys är ett släkte av däggdjur. Juscelinomys ingår i familjen hamsterartade gnagare.

## Beskrivning
Arterna påminner om grävmöss (Oxymycterus) i utseende. De har en kortare nos och en tjockare svans än grävmöss. Svansen är täckt av fjäll och hår. Den mjuka pälsen på ovansidan har en rödaktig till olivbrun färg. Även på öronen förekommer hår. Arten har korta fingrar vid framtassen och de tre mellersta fingrarna är utrustade med långa klor. Avvikande detaljer av kraniets konstruktion skiljer Juscelinomys från nära besläktade gnagare.
Juscelinomys förekommer eller förekom i centrala Brasilien och östra Bolivia. Det är bara ett fåtal individer kända som hittades i stadsparker och nationalparker. I Bolivia vistas arterna i savanner med glest fördelade träd, ibland nära skogar.

## Taxonomi
Arter enligt Catalogue of Life och Wilson & Reeder (2005):
- Juscelinomys candango
- Juscelinomys guaporensis
- Juscelinomys huanchacae